# Onement
Onement I-VI ist eine Reihe von sechs Gemälden des US-amerikanischen Malers Barnett Newman, die zwischen 1948 und 1953 entstanden sind. Die Bilder unterscheiden sich in ihren Maßen und ihren Farben, gemeinsam ist ihnen aber die einfarbige Fläche, über die von oben nach unten ein schmaler, andersfarbiger Streifen verläuft, der sogenannte Zip, der das Bild in zwei Teile untergliedert.
Von den sechs Bildern befinden sich vier in amerikanischen Museen, die übrigen zwei sind in Privatbesitz.
Mit Onement I wechselte Newman vollständig seine Malweise. Er wendete sich vom Surrealismus, der bis dahin seine Arbeiten bestimmt hatte, ab und der meditativen Farbfeldmalerei zu, der er bis zu seinem Lebensende treu blieb. Zusammen mit Adolph Gottlieb, Clyfford Still und Mark Rothko repräsentiert er die Auseinandersetzung der modernen amerikanischen Kunst mit dem Problem des Erhabenen.
Seit Onement I dominieren große, monochrome Flächen und senkrechte Streifen seine Gemälde. Der von Newman als Zip bezeichnete Streifen wird zum Leitmotiv seines Schaffens.
Barnett Newmann selbst sagte in einem Interview

„Ich empfinde, dass mein Zip meine Gemälde nicht teilt … er macht genau das Gegenteil:  Er vereinigt das Ding. Er schafft eine Ganzheit.“

## Der Name
Onement ist ein im Englischen nicht mehr gebräuchliches Wort, das um 1505–1515 erstmals nachgewiesen ist. Es bedeutet Einheit, Vereinigung oder Harmonie. Wahrscheinlich ist es eine Adaption des mittellateinischen adunamentum (= Einheit)
Im Alten Testament ist at-one-ment ein häufiger Begriff und bedeutet den Zustand des Einsseins oder der Aussöhnung. In der christlichen Theologie bedeutet es die Versöhnung von Gott mit der Menschheit durch Jesus Christus. Onement bezieht sich ebenfalls auf den jüdischen Tag der Versöhnung (Day of At-onement), den Jom Kippur.

## Onement I (1948)
Daten
69,2 × 41,2 cm, Öl auf Leinwand
Museum of Modern Art, New York, USA
Link zum Bild
Provenienz
Newman malte das Bild am 29. Januar 1948, an seinem 43. Geburtstag.
Es gehörte zur Sammlung von Annalee Newman, die es dem Museum of Modern Art in New York gestiftet hat.
Beschreibung
In Onement I wendet Newman zum ersten Mal den sogenannten Zip in einem Bild an. Der senkrecht verlaufende Zip teilt die Fläche und ist gleichzeitig Verbindungsglied zwischen den beiden Hälften.
Ein sattes Maronenbraun ist in einer eher dünnflüssigen Farbe regelmäßig auf die gesamte Bildfläche aufgestrichen, wobei die grobe Textur der Leinwand und die feinere des – nicht ganz präzise in der Bildmitte – senkrecht aufgeklebten Tapes deutlich zu unterscheiden sind. Auf das braune Tape ist mit einem Spachtel eine dickflüssige, pastose Farbmasse aus hellem Orange unregelmäßig aufgetragen und an einzelnen Stellen mit dem Spachtelstil oder dem Daumen angedrückt. Es entstehen unregelmäßige Randlinien, und der dunkle, monochrome Untergrund scheint an mehreren Stellen durch.
Onement I hat das kleinste Format der Serie. Die Zählung I wurde von Newman später hinzugefügt.

## Onement II (1948)
Daten
152,4 × 91,4 cm, Öl auf Leinwand
Wadsworth Atheneum Museum of Art, Hartford, Connecticut
Link zum Bild
Provenienz
1967 schenkte der Architekt und Bildhauer Tony Smith sieben Gemälde seiner Sammlung amerikanischer Maler des Abstrakten Expressionismus dem Wadsworth Atheneum, darunter Bilder von Jackson Pollock, Clyfford Still, Mark Rothko sowie Barnett Newmans Onement II.
Beschreibung
Das schmale und hochformatige Bild in Rotorange wird durch eine schmalen Zip aus rötlicher und dünnflüssiger Ockerfarbe unterteilt, die den orangen Untergrund auf ganzer Länge an vielen Stellen durchscheinen lässt, so dass sich der Zip kaum von der intensivfarbigen Grundfläche abhebt.

## Onement III (1949)
Daten
182,5 × 84,9 cm, Öl auf Leinwand
Museum of Modern Art, New York
Link zum Bild
Provenienz
Aus der Sammlung Joseph Slifka
Beschreibung
Das hochformatige Bild übertrifft in der Länge die Maße eines durchschnittlich großen Mannes. Das Farbfeld in einem satten und dunklen Braunrot durchläuft ein Zip mit unregelmäßigen Rändern in einem kräftigen und kontrastreichen Orange, an mehreren Stellen ist die braune Grundfarbe noch zu erkennen.

## Onement IV (1952)
Daten
84 × 97 cm, Öl und Kasein auf Leinwand
Allen Memorial Art Museum, Oberlin, Ohio
Link zum Bild
Provenienz
Erworben von einem unbekannten Stifter, finanziert durch den Fonds für Contemporary Art mit Zustiftungen des National Endowments for the Arts Museum Purchase.
Beschreibung
Das kleinste Bild der Reihe nach Onement I hat ein fast quadratisches Format. Die schwarze Farbe ist nur in dünnen Schichten aufgetragen, so dass die Unregelmäßigkeiten des Leinengewebes sichtbar bleiben, der Zip ist opak weiß.
Das Bild ist auf der Rückseite mit roter Tinte signiert und datiert mit Barnett Newman 1952.

## Onement V (1952)
Daten
152,4 × 96,5 cm, Öl auf Leinwand
Privatbesitz
Link zum Bild
Provenienz
Sammlung Barnett Newman
Mr. und Mrs. Stephen D. Paine, Boston, 1962
Harold und Hester Diamond, New York
Annalee Newman, New York
seit 1988 in der Pincus-Collection
versteigert am 8. Mai 2012 bei Chriestie's an einen unbekannten Bieter
Beschreibung
Am oberen Bildrand ist deutlich zu erkennen, dass das Bild in der blaugrünen Farbe des Zips grundiert wurde. In den beiden anschließenden Farbfeldern wurde die dünnflüssige azurblaue Farbe ziemlich regelmäßig aufgetragen, wobei sich vor allem im oberen rechten Teil hier und da Farbschlieren und wolkige Verdunklungen finden. Durch den Anschluss der blauen Farbe an den Zip bildet sich auf dessen beiden Seiten fast durchgehend eine dunkle Konturlinie. Ein letzter schwacher Auftrag durch den Pinsel mit dem gleichen Blau ist auf ganzer Länge des Zips deutlich zu erkennen.
Das Bild ist auf der Rückseite signiert und datiert mit Barnett Newman 1952.

## Onement VI (1953)
Daten
259,1 × 304,8 cm, Öl auf Leinwand
Privatbesitz
Link zum Bild
Provenienz
Geschenk von Barnett Newman an Annalee Newman im Dezember 1953 in New York
erworben 1961 durch Frederick R. Weisman, Beverly Hills, Kalifornien
erworben durch die Weisman Family Collection, Richard L. Weisman, New York
danach in Privatsammlungen
2000 erworben von einem ungenannten Sammler
in die Auktion gegeben durch einen Privatsammler, nach Vermutungen von Kunsthändlern wahrscheinlich durch Paul Allen
Beschreibung
Onement VI ist das letzte und größte Bild der Onement-Serie.
Es ist in einem leuchtenden Lapislazuliblau gemalt, einzelne lichtere Stellen erscheinen hier und da auf dem Bild. Der helle, grünlich-blaue Zip hat unregelmäßige Ränder. Entstanden sind sie wahrscheinlich dadurch, dass die blaue Farbe noch nass war, als das Tape, das den bereits fertigen Zip abgedeckt hatte, abgezogen wurde, wodurch die blaue Farbe in den Zip eindringen konnte.
Als das Bild in der Betty Parsons Gallery in New York ausgestellt wurde, heftete Newman einen Zettel an die Wand mit der Bemerkung: „Es gibt eine Tendenz, große Bilder aus der Distanz zu betrachten. Die großen Bilder in dieser Ausstellung sind dazu gemacht, aus einer kurzen Distanz betrachtet zu werden.“

## Onementauf dem Kunstmarkt
Bilder des Abstrakten Expressionismus repräsentieren ein enges, geschlossenes Marktsegment, da die Anzahl der betreffenden Künstler und Objekte begrenzt bleibt. Diese Bilder erfreuen sich von Seiten der Käufer eines Vertrauens in stetig wachsende Preise und sind daher beliebte Spekulationsobjekte, da man auf hohe Gewinne hoffen kann.
Barnett Newman selbst konnte sich erst in den späten 50er Jahren allmählich auf dem Kunstmarkt durchsetzen, als die Preise für seine Gemälde kontinuierlich zu steigen begannen. Heute belegen seine auf dem Markt gehandelten Gemälde bei Auktionen Spitzenplätze.
2012 wurde Onement V bei Christie’s für $22,482,500 versteigert, bei einem Schätzpreis von 10 bis 15 Millionen Dollar. Onement VI wurde 2013 von einem bisher unbekannten Bieter bei Sotheby’s für 43,8 Millionen Dollar ersteigert.